# Бінті: Додому
«Бінті: Додому» (англ. Binti: Home) — науково-фантастична повість 2017 року, написана Ннеді Окорафор і опублікована Tor.com. «Бінті: Додому» є продовженням повісті «Бінті» Окорафор, виданої 2015 року, після якої йде «Бінті: Нічний маскарад», опублікований у 2018 році.

## Сюжет
Бінті, молода жінка з народу хімба, що жживе на Землі, повертається додому, щоб зустрітися з родиною та старійшинами після першого року навчання в позаземному Університеті Оомза. Борючись з непередбачуваними нападами гніву, Бінті вирішує, що хоче завершити традиційне паломництво хімба, щоб очиститися. Друг Бінті, медуза Окву, прибуває на Землю як посол свого народу разом із нею. Вони мають подорожувати на «Третій рибі» — кораблі, на якому Бінті пережила травматичне вбивство своїх однолітків медузами. Дорогою додому Бінті панікує і бачить кошмари, постійно занурюючись у медитацію під назвою «деревовидність». Коли Бінті повертається додому, вона приєднується до своєї сім'ї за вітальною вечерею. Її сестра, Віра, та інші брати й сестри висловлюють гнів через те, що Бінті пішла з дому. Віра дорікає Бінті, що через її егоїзм їхній батько захворів, адже вона мала очолити сімейну крамницю. Пізніше Бінті випадково впускає свій едан, і він розлітається на друзки. Намагаючись полагодити його, вона бачить дивну фігуру за вікном. Бінті ідентифікує фігуру як Нічний Маскарад, який можуть бачити лише чоловіки. У цей час з’являються люди пустелі, яких хімба вважають примітивними та психічно неврівноваженими, щоб забрати із собою Бінті. Бінті йде з людьми пустелі, в тому числі з бабусею, до їхнього села. Бабуся каже, що Бінті може виправити свій едан, якщо нарешті прийме свою спадщину людини пустелі, або ж зінарії. Бінті проходить ініціацію і зазнає трансформації. Завдяки своїм новим здібностям Бінті відчуває, що Окву в біді. Бінті поспішає додому, щоб зупинити хоуша від вбивства Окву.

## Рецепція
Амаль Ель-Мохтар, яка рецензувала повість для NPR, і Кетрін Грант, яка рецензувала її для New York Journal of Books, похвалили тексти Окорафор і її зневажливе порушення жанрових меж, але зазначили, що різкий фінал залишає відчуття незавершеності.
«Бінті: Додому» був фіналістом як премії «Г'юго» за найкращу повість, так і премії «Локус» за найкращу нову в 2018 році.

## Серія
1. «Бінті» — опубліковано в 2015 році
1.5. «Бінті: Священний вогонь» — опубліковано у 2019 році як нове оповідання у збірці «Бінті: Повна трилогія»;[8] служить інтерлюдією між «Бінті» і «Додому»[9][10]
2. «Бінті: Додому» — опубліковано 2017 року.[11]
3. «Бінті: Нічний маскарад» — опубліковано 2018 року.